# DFB-Pokal 2021/22 (Frauen)
Der DFB-Pokal der Frauen wurde in der Saison 2021/22 zum 42. Mal ausgespielt. Das Finale fand wie seit der Saison 2009/10 im Rheinenergiestadion in Köln statt. Der VfL Wolfsburg besiegte den 1. FFC Turbine Potsdam und wurde zum neunten Mal Pokalsieger.

## Teilnehmende Mannschaften
Insgesamt nahmen 54 Mannschaften am DFB-Pokal teil. Automatisch qualifiziert waren die Mannschaften der 1. und der 2. Bundesliga der abgelaufenen Spielzeit. Dazu kamen die Meister der fünf Regionalligastaffeln und die Sieger der 21 Landespokalwettbewerbe. Zweite Mannschaften waren grundsätzlich nicht teilnahmeberechtigt. Die Startplätze der 2. Mannschaften aus der 2. Bundesliga wurden daher durch Mannschaften aus den Regionalligen aufgefüllt. Da aufgrund der Covid-19-Pandemie die meisten Landespokale abgebrochen worden waren, wurde es den jeweiligen Landesverbänden überlassen, eine Mannschaft als Vertreter melden, wenn kein Finale gespielt werden konnte; in der Folge wurden verschiedene Teilnehmer der Landesverbände per Los bestimmt.
| Andernach |

| Berlin 3 (2 Vereine) |

| Bielefeld |

| Bocholt |

| Bremen 2 (2 Vereine) |

| Bruchsal 14 |

| Calden |

| Dortmund 7 |

| Duisburg |

| Eichenzell 10 |

| Engen 16 |

| Essen |

| Frankfurt/M. |

| Freiburg |

| Gütersloh |

| Hannover |

| Heinsberg 9 |

| Henstedt- Ulzburg |

| Herne 6 |

| Ingolstadt |

| Jena |

| Kiel |

| Koblenz 11 |

| Köln |

| Langenfeld |

| Leipzig |

| Lengede 5 |

| Leverkusen |

| Magdeburg |

| Markranstädt 8 |

| Meiningen |

| Meppen |

| M'glad- bach |

| München |

| Niederkirchen |

| Norderstedt 1 |

| Nürnberg |

| Nürtingen |

| Ober-Olm |

| Potsdam 4 (2 Vereine) |

| Rattelsdorf 12 |

| Riegelsberg |

| Rostock |

| Saarbrücken |

| Siegen |

| Sinsheim 13 |

| Spiesen-Elversberg |

| Wolfsburg |

| Willstätt 15 |

| Worms |

| Würzburg |

| Bundesliga die 12 Vereine der Saison 2020/21 | 2. Bundesliga 13 der 18 Vereine der Saison 2020/21 1 | Regionalliga Mannschaften aus der Regionalliga-Saison 2020/21 1 |
| VfL Wolfsburg FC Bayern München TSG 1899 Hoffenheim 1. FFC Turbine Potsdam SGS Essen Eintracht Frankfurt SC Freiburg SC Sand Bayer 04 Leverkusen Werder Bremen MSV Duisburg (II) SV Meppen (II)                                   | FC Carl Zeiss Jena (I) 1. FC Köln (I) Borussia Mönchengladbach (III) FC Ingolstadt 04 FSV Gütersloh 2009 SG 99 Andernach 1. FC Saarbrücken (III) Arminia Bielefeld (III) SpVg Berghofen (III) Borussia Bocholt RB Leipzig 1. FFC 08 Niederkirchen (III) Würzburger Kickers (III)           | 1. FC Nürnberg (II) Sportfreunde Siegen SV Elversberg (II) FC Viktoria Berlin SV Henstedt-Ulzburg (II) Hannover 96 VfR Wormatia 08 Worms TSV Jahn Calden                                                                                                   |
| Verbandspokale die Landespokalsieger der 21 Landesverbände des DFB | | |
| - Baden Karlsruher SC 1 (III) - Bayern SpVgg Germania Ebing 2 (V) - Berlin Hertha 03 Zehlendorf 2 (IV) - Brandenburg FSV Babelsberg 74 (III) - Bremen ATS Buntentor (III) - Hamburg Hamburger SV (III) - Hessen TSG Lütter 2 (IV) | - Mecklenburg-Vorpommern Rostocker FC 1 (III) - Mittelrhein SV Viktoria Waldenrath-Straeten 2 (IV) - Niederrhein HSV Langenfeld 2 (IV) - Niedersachsen FC Pfeil Broistedt 2 (IV) - Rheinland TuS Immendorf 2 (V) - Saarland 1. FC Riegelsberg 2 (III) - Sachsen FC Phoenix Leipzig 2 (III) | - Sachsen-Anhalt Magdeburger FFC 1 (III) - Schleswig-Holstein Holstein Kiel (III) 4 - Südbaden Hegauer FV 2 (IV) - Südwest SV Ober-Olm 2 (IV) - Thüringen ESV Lok Meiningen 3 (IV) - Westfalen SpVgg Horsthausen 2 (V) - Württemberg FV 09 Nürtingen 2 (V) |
| Ligaebene in Klammern: I = Bundesliga • II = 2. Bundesliga • III = Regionalliga • IV = 4. Liga • V = 5. Liga • VI = 6. Liga | | |

## Modus
Klassentiefere Teams erhielten bis zum Viertelfinale das Heimrecht gegen klassenhöhere zugesprochen. Sollten sich jedoch beide Teams unterhalb der 2. Bundesliga befunden haben, erfolgte kein Heimrechttausch. Die ersten beiden Runden wurden in regionalen Gruppen gespielt.

## Ergebnisse

### 1. Runde
Die Auslosung erfolgte am 13. Juli durch Losfee Doris Fitschen. Die zehn bestplatzierten Teams der letzten Bundesligasaison erhielten ein Freilos. Die Spiele wurden am 21. und 22. August ausgetragen.
| Datum           |                                | Ergebnis              |                                      |
| --------------- | ------------------------------ | --------------------- | ------------------------------------ |
| 21. August 2021 | Rostocker FC (III)             | 1:0                   | HSV Langenfeld (IV)                  |
| 21. August 2021 | Holstein Kiel (III)            | 0:7                   | Hamburger SV (III)                   |
| 21. August 2021 | SpVg Berghofen (III)           | 0:2                   | FSV Gütersloh 2009 (II)              |
| 21. August 2021 | 1. FC Saarbrücken (III)        | 2:2 n. V. (3:5 i. E.) | 1. FC Nürnberg (II)                  |
| 21. August 2021 | TSG Lütter (IV)                | 0:7                   | 1. FC Köln (I)                       |
| 21. August 2021 | SV Ober-Olm (IV)               | 1:4                   | Hegauer FV (IV)                      |
| 21. August 2021 | SpVgg Horsthausen (V)          | 0:13                  | SV Henstedt-Ulzburg (II)             |
| 21. August 2021 | Sportfreunde Siegen (III)      | 17:0                  | TuS Immendorf (V)                    |
| 22. August 2021 | ATS Buntentor (III)            | 0:10                  | RB Leipzig (II)                      |
| 22. August 2021 | FC Phoenix Leipzig (III)       | 0:4                   | MSV Duisburg (II)                    |
| 22. August 2021 | FC Ingolstadt 04 (II)          | 0:2                   | SG 99 Andernach (II)                 |
| 22. August 2021 | Magdeburger FFC (III)          | 0:3                   | SV Meppen (II)                       |
| 22. August 2021 | SpVgg Germania Ebing (IV)      | 3:2                   | SV Viktoria Waldenrath-Straeten (IV) |
| 22. August 2021 | TSV Jahn Calden (III)          | 0:2                   | FC Carl Zeiss Jena (I)               |
| 22. August 2021 | Arminia Bielefeld (III)        | 1:1 n. V. (3:2 i. E.) | FC Viktoria Berlin (III)             |
| 22. August 2021 | FSV Babelsberg 74 (III)        | 5:2                   | FC Pfeil Broistedt (IV)              |
| 22. August 2021 | 1. FC Riegelsberg (III)        | 0:5                   | SV Elversberg (II)                   |
| 22. August 2021 | Hannover 96 (III)              | 4:0                   | Hertha 03 Zehlendorf (IV)            |
| 22. August 2021 | Würzburger Kickers (III)       | 2:0 n. V.             | FV 09 Nürtingen (V)                  |
| 22. August 2021 | Karlsruher SC (III)            | 3:0                   | 1. FFC 08 Niederkirchen (III)        |
| 23. August 2021 | Borussia Mönchengladbach (III) | 0:4                   | Borussia Bocholt (II)                |
| 29. August 2021 | ESV Lok Meiningen (IV)         | A1:6 A                | VfR Wormatia 08 Worms (III)          |

### 2. Runde
Die Auslosung für diese Runde der letzten 32 Mannschaften erfolgte am 30. August.
| Datum              |                             | Ergebnis              |                            |
| ------------------ | --------------------------- | --------------------- | -------------------------- |
| 25. September 2021 | Hamburger SV (III)          | 1:1 n. V. (3:2 i. E.) | FSV Gütersloh 2009 (II)    |
| 25. September 2021 | SpVgg Germania Ebing (IV)   | 0:10                  | SC Freiburg (I)            |
| 25. September 2021 | Borussia Bocholt (II)       | 0:1                   | Werder Bremen (I)          |
| 25. September 2021 | Hannover 96 (III)           | 1:5                   | 1. FFC Turbine Potsdam (I) |
| 25. September 2021 | SG 99 Andernach (II)        | 0:1                   | SC Sand (I)                |
| 25. September 2021 | SV Elversberg (II)          | 0:6                   | FC Bayern München (I)      |
| 26. September 2021 | Hegauer FV (IV)             | 0:2                   | FC Carl Zeiss Jena (I)     |
| 26. September 2021 | FSV Babelsberg 74 (III)     | 0:6                   | Sportfreunde Siegen (III)  |
| 26. September 2021 | SV Meppen (II)              | 0:1                   | SGS Essen (I)              |
| 26. September 2021 | RB Leipzig (II)             | 1:4                   | Bayer 04 Leverkusen (I)    |
| 26. September 2021 | Arminia Bielefeld (III)     | 0:6                   | 1. FC Köln (I)             |
| 26. September 2021 | Rostocker FC (III)          | 0:7                   | SV Henstedt-Ulzburg (II)   |
| 26. September 2021 | VfR Wormatia 08 Worms (III) | 0:2                   | Karlsruher SC (III)        |
| 26. September 2021 | Würzburger Kickers (III)    | 0:3                   | TSG 1899 Hoffenheim (I)    |
| 26. September 2021 | 1. FC Nürnberg (II)         | 0:5                   | Eintracht Frankfurt (I)    |
| 27. September 2021 | MSV Duisburg (II)           | 1:3                   | VfL Wolfsburg (I)          |

### Achtelfinale
Die Auslosung erfolgte am 3. Oktober.
| Datum            |                            | Ergebnis              |                          |
| ---------------- | -------------------------- | --------------------- | ------------------------ |
| 30. Oktober 2021 | Karlsruher SC (III)        | 1:3                   | FC Carl Zeiss Jena (I)   |
| 30. Oktober 2021 | FC Bayern München (I)      | 4:2                   | Eintracht Frankfurt (I)  |
| 31. Oktober 2021 | Werder Bremen (I)          | 0:1                   | SC Sand (I)              |
| 31. Oktober 2021 | Sportfreunde Siegen (III)  | 0:9                   | SV Henstedt-Ulzburg (II) |
| 31. Oktober 2021 | 1. FFC Turbine Potsdam (I) | 2:0                   | 1. FC Köln (I)           |
| 31. Oktober 2021 | Bayer 04 Leverkusen (I)    | 2:2 n. V. (5:4 i. E.) | TSG 1899 Hoffenheim (I)  |
| 31. Oktober 2021 | Hamburger SV (III)         | 0:1                   | SGS Essen (I)            |
| 1. November 2021 | SC Freiburg (I)            | 0:3                   | VfL Wolfsburg (I)        |

### Viertelfinale
Das Viertelfinale wurde vom 28. Februar bis zum 2. März 2022 ausgetragen. Die Auslosung erfolgte am 7. November.
| Datum            |                          | Ergebnis  |                            |
| ---------------- | ------------------------ | --------- | -------------------------- |
| 28. Februar 2022 | FC Carl Zeiss Jena (I)   | 1:9       | FC Bayern München (I)      |
| 1. März 2022     | SGS Essen (I)            | 1:2 n. V. | Bayer 04 Leverkusen (I)    |
| 2. März 2022     | VfL Wolfsburg (I)        | 7:0       | SC Sand (I)                |
| 2. März 2022     | SV Henstedt-Ulzburg (II) | 0:7       | 1. FFC Turbine Potsdam (I) |

### Halbfinale
Die Halbfinal-Partien wurden am 6. März 2022 während der Sportschau ausgelost.
| Datum          |                         | Ergebnis              |                            |
| -------------- | ----------------------- | --------------------- | -------------------------- |
| 17. April 2022 | FC Bayern München (I)   | 1:3                   | VfL Wolfsburg (I)          |
| 18. April 2022 | Bayer 04 Leverkusen (I) | 1:1 n. V. (3:4 i. E.) | 1. FFC Turbine Potsdam (I) |

### Finale
| Paarung                | VfL Wolfsburg – 1. FFC Turbine Potsdam |
| Ergebnis               | 4:0 (3:0) |
| Datum                  | 28. Mai 2022 um 16:45 Uhr |
| Stadion                | Rheinenergiestadion, Köln |
| Zuschauer              | 17.531 |
| Schiedsrichterin       | Karoline Wacker (Lehrensteinsfeld) |
| Tore                   | 1:0 Pajor (11.) 2:0 Pajor (33.) 3:0 Roord (43.) 4:0 Janssen (69.) |
| VfL Wolfsburg          | Almuth Schult – Lynn Wilms (59. Joelle Wedemeyer), Kathrin Hendrich, Dominique Janssen, Felicitas Rauch – Lena Oberdorf (83. Turid Knaak), Lena Lattwein – Tabea Waßmuth (72. Sveindís Jane Jónsdóttir), Jill Roord (59. Alexandra Popp) – Ewa Pajor (83. Pauline Bremer), Svenja Huth Cheftrainer: Tommy Stroot |
| 1. FFC Turbine Potsdam | Anna Wellmann – Anna Gerhardt, Merle Barth, Teninsoun Sissoko (80. Irena Kusnezow), Sara Agrež – Dina Orschmann (55. Isabel Kerschowski), Karen Holmgaard (64. Pauline Deutsch), Malgorzata Mesjasz, Maria Plattner (64. Viktoria Schwalm) – Sophie Weidauer, Melissa Kössler Cheftrainer: Sofian Chahed         |
| Gelbe Karten           | Wilms, Roord, Oberdorf, Lattwein, Janssen – Kössler |

## Fernsehübertragungen
Der Pay-TV-Sender Sky übertrug erstmals ausgewählte Spiele des Wettbewerbs. Pro Runde wurde ein Spiel gezeigt, einschließlich des Finales. Das Endspiel wurde zudem live in der ARD übertragen.